# Attentat d'El'ad
L'attentat d'El'ad est survenu le 5 mai 2022 lorsqu'une attaque au couteau a eu lieu à El'ad, en Israël, lors du jour de l'indépendance d'Israël (Yom Haʿatzmaout). Trois personnes ont été tuées et quatre autres ont été blessées,,,.
La police israélienne a identifié les auteurs comme étant deux palestiniens de Rummanah, en Cisjordanie.

## Contexte
Les semaines précédent l'attentat, des palestiniens et des arabes israéliens ont perpétré une série d'attaques meurtrières en Israël, la période la plus meurtrière depuis 2006. Une semaine avant l'attaque, deux partisans du Hamas de Naplouse ont assassiné un agent de sécurité à Ariel. Alors que la recherche des meurtriers se poursuivait par la police israélienne, Yahya Sinwar, le chef du Hamas à Gaza, a prononcé un discours public où il a encouragé les arabes palestiniens et israéliens à "lever toutes les armes possibles, sera-ce un fusil, un pistolet ou un couteau" contre les israéliens.

## Attentat
Les assaillants sont arrivés dans la rue Shlomo Ibn Gbirol à 20 h 35, munis de haches et d'un pistolet. Ils ont rencontré un agent de sécurité, qui a tenté de leur tirer dessus, mais a été assassiné par eux peu de temps après. Ils sont ensuite arrivés au parc central voisin d'El'ad, qui était plein de visiteurs venus célébrer le 74e jour de l'indépendance d'Israël, et ont commencé à les attaquer, tuant deux autres personnes et en blessant quatre autres.
Deux des victimes tuées étaient dans la quarantaine, tandis que la troisième victime était un homme de 35 ans. Un homme de 60 ans et un homme de 35 ans ont été grièvement blessés. Combattant les assaillants, un homme de 40 ans a été légèrement blessé et un homme de 23 ans légèrement blessé.

### Auteurs
Les deux auteurs ont été identifiés par la police israélienne comme étant As'ad Alrafa'ani (20 ans) et Sabhi Shajir (19 ans), originaires de Rummanah, près de Jénine en Cisjordanie.

## Réactions
Le Hamas a salué l'attaque, la décrivant comme une vengeance pour les récents affrontements à la mosquée Al-Aqsa, mais n'en a pas revendiqué la responsabilité,. Le Jihad islamique palestinien a également félicité l'attaque de couteau.
Le président de l'État de Palestine, Mahmoud Abbas, a déclaré que "le meurtre de palestiniens et d'israéliens ne fait qu'aggraver la situation à un moment où nous implorons tous de parvenir à la stabilité et d'empêcher l'escalade".
Des palestiniens de Naplouse, de Tulkarem, de la ville de Gaza et de Khan Younès ont célébré l'attaque en distribuant des bonbons aux passants. Une vidéo encourageant le meurtre de juifs à coups de hache a circulé sur une chaîne télégraphique palestinienne.
Le secrétaire d'État américain Antony Blinken a déclaré lors d'un point de presse jeudi que les États-Unis "condamnaient avec véhémence [...] l'horrible attentat visant des hommes et des femmes innocents".